# Wilhelm Eckmann
Wilhelm Eckmann (* 1897; † 1945) war ein deutscher Landrat. Eckmann amtierte als Landrat in der Provinz Niederschlesien im Landkreis Bunzlau (1933–1943) und im Landkreis Guhrau (1943–1945).